# Fetish (Joan Jett)
Fetish è un album raccolta di Joan Jett, pubblicato nel 1999 per l'etichetta discografica Blackheart Records.

## Tracce
1. Fetish (Jett) 3:22
2. Handyman (Jett, Laguna) 3:23
3. The French Song (Byrd, Jett, Laguna, Winter) 3:35
4. Baby Blue (Hanna, Jett) 4:06
5. Star Star (Jagger, Richards) 3:59 (Rolling Stones Cover)
6. Love Is Pain (Jett) 3:07
7. Secret Love (Jett, Laguna) 4:03
8. Cherry Bomb (Fowley, Jett) 2:33 (The Runaways Cover)
9. Hanky Panky (Barry, Greenwich) 3:30 (Tommy James and the Shondells Cover)
10. Coney Island Whitefish (Jett) 3:35
11. Wooly Bully (Samudio) 2:19 (Sam the Sham Cover)
12. Do You Wanna Touch Me? (Oh Yeah!) [live] (Glitter, Leander) 3:37 (Gary Glitter Cover)
13. Black Leather [live] (Jones) 3:40 (The Professionals Cover)
14. Fetish (XXX) (Jett) 3:28